# سرخس بادکنکی جلگه
سرخس بادکنکی جلگه (نام علمی: Cystopteris protrusa) نام یک گونه از سرده سرخس بادکنکی است.